# روبرت بي. جونستون
روبرت بي. جونستون (بالإنجليزية: Robert B. Johnston)‏ هو ضابط أمريكي، ولد في 6 أكتوبر 1937 في إدنبرة في المملكة المتحدة.